# Isingbreen
Der Isingbreen (norwegisch für Eisiger Gletscher) ist ein Gletscher im ostantarktischen Königin-Maud-Land. Er fließt in nordwestlicher Richtung zwischen dem Berg  Isingen und dem Gebirgszug Kvitkjølen in der Sverdrupfjella.
Erste Luftaufnahmen entstanden bei der Deutschen Antarktischen Expedition (1938–1939). Norwegische Kartografen, die ihn auch benannten, kartierten den Gletscher anhand von Luftaufnahmen der Norwegisch-Britisch-Schwedischen Antarktisexpedition (NBSAE, 1949–1952) und der Dritten Norwegischen Antarktisexpedition (1956–1960).